# Hanako Ōshima
Hanako Ōshima (大島 花子 Ōshima Hanako?,  Tokio, 7 de octubre de 1973) es una cantante japonesa, hija de la actriz Yukiko Kashiwagi y el cantante Kyū Sakamoto.

## Biografía
Oshima nació en Tokio y se graduó de la Universidad Toyo Eiwa. En agosto de 1985, cuando tenía 11 años, su padre murió en el accidente aéreo 123 de Japan Airlines. En octubre de 2006 se reveló que se iba a casar. En enero de 2007 se casó con el director de un dojo de jiu-jitsu brasileño en Hawái. El 17 de febrero de 2009 nació su primer hijo, un niño.

## Filmografía
- 1995 – Himeyuri no tō (ひめゆりの塔) (Himeyurinotō, Torre de Himeyuri)

## Libros
- 1997, Egao no okurimono- Sakamoto Kyū shashinshū (笑顔の贈り物―坂本九写真集) /El regalo de una cara sonriente - colección de fotografías de Kyu Sakamoto